# Daveed Diggs
Pour les articles homonymes, voir Diggs (homonymie).
 (juin 2017).
Si vous disposez d'ouvrages ou d'articles de référence ou si vous connaissez des sites web de qualité traitant du thème abordé ici, merci de compléter l'article en donnant les références utiles à sa vérifiabilité et en les liant à la section « Notes et références ».
Daveed Diggs, né le 24 janvier 1982 à Oakland (Californie), est un acteur et rappeur américain.
Il est le chanteur du groupe de hip-hop Clipping. Il est notamment connu pour avoir interprété en 2015 les rôles du Marquis de La Fayette et de Thomas Jefferson dans la troupe originale de la comédie musicale de Lin-Manuel Miranda, Hamilton. Il remporte un Grammy Awards et un Tony Awards en 2016 pour cette interprétation.

## Biographie
Daveed Diggs est né à Oakland (Californie), d'une mère juive et d'un père afro-américain. Il a été élève à Berkeley High School et à l'Université Brown et a obtenu une licence en théâtre en 2004. Étant sportif, il a été à la base recruté dans l'université pour ses talents d'athlète. Il a d'ailleurs battu le record de 110 mètres haies des Bears de Brown lorsqu'il était en deuxième année, finissant en 14,21 secondes.

## Théâtre
- 2004-2008 : Wold Becomes Flesh
- 2005 : Temptation : Foustka (Compagnie Custom Made Theatre)
- 2006 : Two Rooms : Walker (Compagnie Custom Made Theatre)
- 2006 : La Tempête : Ferdinand/Caliban, Festival San Francisco Shakespeare
- 2007 : Jesus Hopped the 'A' Train : Angel (San Francisco Playhouse)
- 2007 : Six degrés de séparation : Paul (San Francisco Playhouse)
- 2008 : Troïlus et Cressida : Troïlus (Pacific Repertory Theatre)
- 2010 : Red Light Winter : Matt (Compagnie Custom Made Theatre)
- 2010 : Mirrors in Every Corner : Watts (Intersection for the Arts)
- 2010 : In the Red and Brown Water : L'Ogungun (Compagnie Marin Theatre)
- 2011 : Fabulation, or the Re-Education of Undine : Flow (The Lorraine Hansberry Theatre)
- 2012 : A Behanding in Spokane : Toby (San Francisco Playhouse)
- 2015-2020 : Hamilton : Marquis de Lafayette/Thomas Jefferson (Off-Broadway)

## Filmographie
Sauf indication contraire, les informations mentionnées dans cette section peuvent être confirmées par la base de données cinématographiques IMDb,  présente dans la section « Liens externes ».

### Films
- 2010 : Rock Hard: The Rise and Fall of Sexual Detergent : Neil Davis, court-métrage
- 2012 : Yoga Boner : Daveed, court-métrage
- 2014 : Live, court-métrage
- 2016 : Zootopie : compositeur et chanteur de Parlez-vous Rap
- 2016 : #BARS Mixtape Musical Medley Vol. 1 : Hobbes, court-métrage
- 2017 : Wonder : Mr Browne
- 2017 : Ferdinand : Dos (voix)
- 2018 : Blindspotting : Collin
- 2019 : Velvet Buzzsaw: Damrish
- 2020 : Hamilton : Gilbert du Motier de La Fayette / Thomas Jefferson
- 2023 : La Petite Sirène : Sébastien
- 2023 : In the Blink of an Eye d'Andrew Stanton
- 2023 : Les Trolls 3 : Spruce qui deviendra plus tard "BRUCE" (Voix)
- 2024 : Nickel Boys de RaMell Ross
- 2025 : I Want Your Sex de Gregg Araki

### Télévision
- 2014 : Hobbes and Me : Hobbes
- 2016 : New York, unité spéciale : avocat des droits civils Louis Henderson (épisodes 5 et 13)
- 2016-2017 : The Get Down : Ezekiel Zeke Figuero (adulte)/narrateur
- 2016-2018 : Black-ish : Johan Johnson
- 2017 : Sesame Street : M. Noodle et le frère de M. Noodle
- 2017 : Unbreakable Kimmy Schmidt : Refrigerator Perry
- 2017 : Pharmacy Road, téléfilm : Slim Klingston (jeune)
- 2019 : Undone : Tunde
- 2020-2022 : Snowpiercer : André Layton
- 2021 : Star Trek: Prodigy (série TV d'animation) : Tysess (voix)
- 2023 : Extrapolations : Marshall Zucker

## Discographie
- 2010 : The Bay Boy Mixtape, collaboration avec Rafael Casal
- 2012 : Small Things to a Giant

### Avec Clipping
- 2012 : Dba118 (EP)
- 2013 : midcity
- 2014 : Something They Don't Know b/w Month (single)
- 2014 : CLPPNG
- 2016 : Wriggle (EP)
- 2016 : REMXNG (EP)
- 2016 : Splendor & Misery
- 2019 : There Existed an Addiction to Blood
- 2020 : Visions of Bodies Being Burned

### Avec True Neutral Crew
- 2013 : #Monsanto (EP)
- 2014 : #Poppunk (EP)
- 2016 : Soft Rules

### En collaboration
- 2009 : The Monster de Rafael Casal, présent sur Running Down et Wise Guys
- 2012 : Mean Ones de Rafael Casal, voix additionnelle
- 2015 : Hamilton, l'album du casting original de Broadway
- 2015 : Thumbs de Busdriver, présent sur Surrounded by Millionaires
- 2016 : Good For You de Leslie Odom Jr. (single)
- 2016 : Maiden Voyage Suite de Sir Benedick the Moor (EP), présent sur 1200am
- 2016 : x Infinity de Watsky, présent sur Exquisite Corpse

## Distinctions

### Récompenses
- 2018 : Doctorat honoris causa de l'Université Brown [2]

### Nominations
- 2021 : Screen Actors Guild Award du meilleur acteur dans une mini-série ou un téléfilm pour Hamilton[3]